# Innocence (série télévisée, 2021)
Pour les articles homonymes, voir Innocence.
Innocence (Masumiyet) est une telenovela turque produite par Gold Film et diffusée par FOX entre le 24 février 2021 et le 24 mai 2021. 
En France, le feuilleton a été remonté en 41 épisodes de 45 minutes et diffusé entre le 16 septembre 2023 et le 25 novembre 2023 sur Novelas TV.
Le feuilleton est également disponible sur 6play ainsi que sur RTLreplay depuis 2024.
Elle est par la suite diffusée sur Antenne Réunion le 27 avril 2024.

## Synopsis
Bahar, une mère de deux enfants, dont la vie change radicalement quand sa fille de 19 ans tombe amoureuse du «mauvais» garçon. En effet, Ela tombe sous le charme du patron de son père, âgé de 35 ans, et qui est sur le point de se marier. Le jour du 19e anniversaire d’Ela, un évènement dramatique survient et change à jamais la vie de Bahar et celle de sa famille !
Une nuit, une jeune femme est retrouvée sur le bord de la route. Ela a été battue à mort et laissée pour morte le soir de son dix-neuvième anniversaire. Sa mère Bahar accuse le petit ami d’Ela, l’homme d’affaires bien connu İlker Ilgaz. Mais il est le fiancé d’Irem, la fille d’Harun Orhun, un ami de la famille. Pour obtenir justice pour sa fille, Bahar va se battre contre une autre mère, la mère d’Ilker, Hale Ilgaz. Harun ne sait pas qui croire, mais il doit choisir son camp. Ce terrible événement révèle le triangle amoureux sanglant entre Ela, Ilker et Irem et change fondamentalement la vie de ces trois familles.

## Distribution

### Rôles principaux de la série
- Mehmet Aslantuğ : Harun Orhun
- Hülya Avşar : Hale Ilgaz
- Deniz Çakır : Bahar Yüksel
- İlayda Alişan : Ela Yüksel
- Serkay Tütüncü : İlker Ilgaz
- Deniz Işın : İrem Orhun
- Tolga Güleç : Timur Yüksel
- Asena Tuğal : Banu Kaya
- Ertuğrul Postoğlu : İsmail Ilgaz
- Selen Uçer : Yelda Demirci
- Asena Keskinci : Hande Hancı
- Neslihan Arslan : Birce
- Rüçhan Çalışkur : Gülizar Yüksel
- Alayça Öztürk : Neva Hancı
- Kimya Gökçe Aytaç : Asu Ilgaz
- Gizem Ergün : Emel Yüksel
- Ozan Kaya Oktu : Umut Demirci
- Adin Külçe : Mert Yüksel
- Almina Günaydın : Aleyna
- Sevgi Temel : Burçak
- Süreyya Güzel : Avukat Beril
- Sonat Tokuç : Cenk

## Version française
La version française est assurée par le Studio Lylo Africa au Maroc.
Avec les voix de Vanessa Lefebvre, Claire Begards, Anna Fhima, Michael Paolinetti, Camille Bechta, Jean-Albert Margaine, Serge Barreau, Martin Girard, Mounia Bennis, Emmanuelle Brindel, Pauline Robic, Michèle Lepez, Sonia Okacha, Ines Latorre, Antoine Pinault, Bahae Hafiani, Hind Houari, Hamza Toujiri, Corinne Troisi, Guillaume Escaffre, Hélène Tran, Layla Hajji, Mouna Belgrini, Farida Hamou, Sophie Pastrana, Lamia El Alami, Eric Cuvelier, Nawal Lamrini, Amira Sejad, Nollane Charonnet et Olivier Muttelet.